# Jahan Ahir
Jahan Ahir (ur. w 1921) – indyjski piłkarz wodny, uczestnik Letnich Igrzysk Olimpijskich 1948.
Wystąpił w dwóch spotkaniach (czyli w 2 z 3, jakie Hindusi rozegrali na tamtych igrzyskach). W pierwszym meczu, Hindusi wygrali 7–4 z Chilijczykami; zwycięstwo nad tą ekipą dało im awans do kolejnej fazy (w której reprezentacje również podzielone były na grupy), pomimo porażki w drugim spotkaniu grupowym z reprezentacją Holandii, w którym Ahir nie wystąpił. W meczu fazy grupowej w drugiej rundzie, drużyna indyjska przegrała z reprezentacją Hiszpanii (1-11).
Poza olimpijskim występem, startował także na igrzyskach azjatyckich w Nowym Delhi, gdzie reprezentacja z jego udziałem wywalczyła złoty medal.